# Medveten närvaro
För det buddhistiska begreppet, se Medveten närvaro (buddhism).
Medveten närvaro eller mindfulness är ursprungligen ett buddhistiskt begrepp. Begreppet sägs ha sitt ursprung i det arbete som Buddhas efterföljare gjorde med att utveckla förtjänstfulla karaktärsdrag utifrån olika aspekter av den åttafaldiga vägen, särskilt att fokusera på sinnelag och rätt tänkande samt utveckla meditation. Idag används medveten närvaro i västerländsk psykoterapi (tredje vågens KBT) som en behandlingsmetod, och begreppet har ytterst lite med det ursprungliga buddhistiska begreppet och Buddhas egen redogörelse för begreppet "sati" att göra. 
Medveten närvaro innebär enligt en definition att avsiktligt vara medveten om det som händer i nuet. Därutöver försöker man att inte värdera och döma det man upplever i nuet, utan bara observera och beskriva sin upplevelse.
Träning i medveten närvaro tränar koncentration och uppmärksamhet och tanken är att det ger oss större möjlighet att påverka det enda som vi faktiskt kan påverka -nuet. Medveten närvaro skiljer sig från att automatiskt reagera på det som händer oss och styras av tankar och känslor, benämnt som att gå på "autopilot". Träning i medveten närvaro används ofta i psykoterapi för personer som lider av t.ex. stress, ångest och nedstämdhet. När man är stressad och har ångest tänker man ofta på det som kommer hända i framtiden, man oroar sig för det som inte ännu har hänt istället för att vara i nuet. Vid nedstämdhet är det vanligt att man ältar det som redan har hänt och är heller inte i nuet. 
Det finns ett snabbt växande utbud av olika kurser med inriktning på tanke- och koncentrationsövningar, meditation och yoga för stresshantering, ångest, social fobi, depression samt hälsopromotion för ökat fokus och förbättrad livskvalitet,  kombineras sedan 1970-talet meditationsteknik av buddhistiskt ursprung och yoga, med modern västerländsk psykiatri. Långvarig träning i meditation medför bestående förändringar av de områden i hjärnan som används för träningen. Thich Nhat Hanh, en vietnamesisk munk i landsflykt, professor Marsha Linehan och Jon Kabat-Zinn har alla spelat en betydande roll i utvecklingen av mindfulness-terapi.

## Meditationsteknik och psykiatri
Eleanor Rosch har identifierat fyra terapeutiska system som inkluderar mindfulnessträning som en av komponenterna:
- Mindfulnessbaserad stressreduktion (MBSR)[11]
- Mindfulnessbaserad kognitiv terapi (MBCT)[12]
- Dialektisk beteendeterapi (DBT)[13]
- Acceptance and commitment therapy (ACT)[14]

Zenläraren Thich Nhat Hanh (född 1926), som är av vietnamesiskt ursprung men driver sin verksamhet från en slags "klosterby" i Frankrike (Plum Village), som han grundade 1982, pekas ut som en av de mest betydelsefulla vägröjarna när det gäller praktiserandet av mindfulness eller medveten närvaro när det handlar om att stödja människor med olika typer av problem. Han arbetar med att lindra flyktingars och krigsveteraners psykologiska skador, hjälpa båtflyktingar, agera för politiska fångar och lindra hungern i Vietnam och andra fattiga länder.  Han har bland andra inspirerat Marsha Linehan, professor vid University of Washington, som införlivat hans metoder i olika kognitiva psykoterapiformer samt hanterat sin egen borderline-personlighetsstörning. Den form av psykoterapi särskilt för personer med borderline personlighetsstörning som hon lett utvecklingen av har fått namnet dialektisk beteendeterapi (DBT). Metoden kombinerar framför allt zenbuddistisk meditationsteknik med beteendeterapi.
Från 1960-talet och framåt har en växande mängd österländska metoder – främst yoga och meditation –  för medvetandeträning översatts och anpassats till västerländsk kultur och medicin. Jon Kabat-Zinn är ursprungligen en molekylärbiolog som är knuten till University of Massachusetts Medical School. Han började intressera sig för tänkbara fördelar med att införliva meditation i behandlingen av stress redan under 1970-talet. Han startade först en, och sedan flera, kliniker som ger åttaveckorskurser i stressreducering. Dessa ger åttaveckorskurser i stresshantering baserade på mindfulness, medveten närvaro, (MBSR). Bland annat säger man sig ha botat eller lindrat både kronisk fysisk smärta och psykologisk smärta med meditation kombinerad med psykiatri och medicin. Nu finns hundratals MBSR-kliniker över hela världen. Verksamheten har även utvecklats till flera Center for Mindfulness in Medicine, Health Care, and Society från 1995.  
Även om meditation (och medeveten närvaro) generellt anses vara en hjälpsam metod så har dess effektivitet dock ifrågasatts i flera nya meta-analyser som endast visar på små till måttliga effekterstorlekar. Det betyder att meditation inte på något vis är bättre än andra åtgärder som vanligtvis rekommenderas med avseende på självomsorg, såsom sömn, motion, kost och socialt umgänge. En viktig skillnad är att meditation har en sämre säkerhetsprofil än dessa åtgärder (se Biverkningar).
Dessutom har en studie som jämförde mindfulnessbaserad stressreduktion (MBSR) med metakognitiv terapi visat att metakognitiv terapi är en effektivare behandling av ångest och depression. Utfallsmåttet var den totala summan patienterna fick på Hospital Anxiety and Depression Scale (HADS). 

## Användningsområden
Medveten närvaro är en metod som används för att öka medvetenheten i nuet om det inre livet genom medvetna observationer av tankar, känslor och kroppsliga förnimmelser - eller genom medveten observation av situationer och skeenden i omgivningen. Vid träning i medveten närvaro, eller mindfulness, skiljer man mellan formellt och informellt övande. Det formella övandet i mindfulness innebär meditationer i liggande, sittande och stående position samt meditation i rörelse såsom gående meditation och mindfulness yoga. Det informella övandet sker i vardagssituationer. Det kan handla om att träna sig i att bibehålla fokus på det man gör medan man städar, diskar eller duschar och om att ta sig tid att lyssna på och möta den människa man har framför sig med fokuserad närvaro.
Terapeutiskt kan man arbeta med dålig självkänsla, relationsproblem, fobier, ångest, sorg, nedstämdhet, vilsenhet, stress, att förhålla sig till smärta och svåra sjukdomsdiagnoser.

## Centrala metoder
Det finns några centrala metoder man använder inom medveten närvaro:
- Andningsankaret (att observera andningen påstås ge en samlande och fokuserande effekt, lugna sinnet och göra människor mer närvarande)
- Medveten yoga (en enkel form av hatha-yoga som trycker mer på närvaron i rörelsen än att man utmanar sig själv i yogaställningen)
- Meditation (används för att stilla tankarna och fokusera)
- Gående meditation (samma sak som ovan, men man går mycket långsamt, med intentionen att vara djupt medveten om varje steg)
- Den engelska formeln SOAL (Stop, Observe, Accept, Let go; svenska SOAS: Stanna upp, Observera, Acceptera, Släpp taget)

## Några viktiga skillnader mellan det buddistiska perspektivet och kognitiv psykologi
Från Semple & Lee (2011), Mindfulness-Based Cognitive Therapy for Anxious Children:
| Område          | Buddhism | Kognitiv psykologi |
| --------------- | --- | --- |
| Lidandets natur | Världen är perfekt precis som den är (i sin ofullkomlighet), men är inte alltid precis som vi skulle vilja att den var. För de flesta av oss medför det att livet oundvikligen medför lidande. | Ångest är en normal mänsklig upplevelse. Viss ångest är funktionell. En minoritet av alla människor upplever överdriven eller oönskad ångest, vilket är smärtsamt, funktionshindrande och patologiskt. |
| Orsakssamband   | Lidande är orsakat av att människan fäster sig vid saker som i sig själv är tillfälliga. Allt är tillfälligt. Vidfästningen kommer ur falska föreställningar och förväntningar som inte överensstämmer med verkligheten. | Kognitiva snedvridningar kan skapa och vidmakthålla de emotionella och beteendemässiga symtom som är associerat med ångestsyndrom. Dysfunktionella kognitiva scheman och förvrängningar representerar en obalans mellan perceptuella tolkningar och omvärlden. |
| Prognos         | Upphörande av lidande går att uppnå | Ångestsyndrom går att behandla |
| Behandling      | Den ädla åttafaldiga vägen leder till att lidandet upphör. Den åttafaldiga vägen beskriver en livstid av kultivering av disciplinära praktiker och beteenden. Det ultimata målet är att uppnå slutet på lidande. Tre domäner av intresse är visdom, etik och mental disciplin. Visdom ( Prajñā) - Rätt uppfattning - Rätt avsikt Etik (Śīla) - Rätt tal - Rätt handlande - Rätt livsföring Mental disciplin (Samādhi) - Rätt strävan - Rätt uppmärksamhet (mindfulness) - Rätt koncentration | Kognitiv terapi leder till hantering (och reducering eller avlägsnande) av ångestsymtom. Det ultimata målet är att hantera och lindra ångestsymtom Kognitiv terapi är en terapiform som fokuserar på inlärning av specifika färdigheter och funktionella beteenden. Tre domäner av intresse är tankar, känslor och beteende. Förändring av förvrängda/snedvridna eller dysfunktionella tankar medför en förändring av emotionella tillstånd och beteenden. En kognitiv teknik innebär att tankar undersöks genom sokratiska frågor. Detta görs vänligt utan att vara dömande eller kritisk. Observation av tankarna är en nödvändig förutsättning för att kunna förändra dem. Ett tydligt behandlingsmål definieras. Klienten och behandlaren samarbetar. Hemuppgifter och övning är viktigt. |

## Biverkningar
Meditation och medveten närvaro har också förknippats med obehagliga upplevelser. Även sundheten i dess vetenskapliga grund och samhälleliga effekter har ifrågasatts.
Enligt Farias et al. (2020), i en översikt och meta-analys som täckte fem decennier av meditationsforskning, så har meditation en rad besvärande biverkningar. De vanligaste bland dessa biverkningar är ångest och depression (de tillstånd som meditation ibland är tänkt att behandla). Andra biverkningar som de fann är depersonalisering, förändrad självuppfattning, förändrad verklighetsuppfattning, förvrängda känslor eller tankar och i vissa fall psykotiska sammanbrott och självmord.  Sådanna biverkninghar är inte sällsynta och kan upplevas av upp till en fjärdedel av alla fallen.
En annan studie, från 2021, undersökte effekterna av mindfullness-baserade program (MBP) och fann negativa biverkningar i 37 % av urvalet samt bestående negativa biverkningar i 6-14 % av urvalet. De flesta av biverkningarna var tecken på en försämrad känsloreglering (t.ex. hyperarousal och dissociation). Majoriteten av dessa negativa biverkningar var ett resultat av vanlig övning i hemmet eller workshops något som ifrågasätter den allmänt förekommande uppfattningen att det endast är intensiv övning som kan leda till negativa upplevelser; det visar sig att intensiv heldagsmeditation på retreats och dylikt endast står för 6 % av alla negativa biverkningar. De symptom som oftast identifierades som negativa var relaterade till hyperarousal (t.ex. ångest och insomni). Symptom på dissociation (t.ex. känslomässig avtrubbning, overklighetskänslor, förvanskad självuppfattning) var mer sällsynta och sågs mindre som ett problem men var å andra sidan förknippade med en 5-10 gånger högre risk för kvardröjande symptom. Detta menar författarna kräver en omvärdering av den vanliga uppfattningen att dissociativa symptom ska accepteras eller förstås på ett icke-dömande sätt, en sådann inställning är inte längre tillrådligt med tanke på den höga risken för bestående men. Istället är det viktigt att meditationsgenererad dissociation identifieras tidigt och möts på lämpligt sätt, och att denna kompetens införlivas i framtida MBP:s (vissa program har redan börjat med det).
Det finns även ökande bevis på att meditation kan störa olika prosociala beteenden. Genom att döva känslorna, i synnerhet de sociala känslorna av skuld och skam, så kan meditation leda till ett underskott av empati och ånger och därmed leda till att dess utövare blir lugna men socialt okänsliga. I en studie med 1400 deltagare fann forskarna att fokuserad andningsmeditation dämpade sambandet mellan överträdelser och viljan att engagera sig i reparativa prosociala beteenden. En annan studie fann att meditation kan öka graden av själviskhet. Studien, som bestod av två delar och med sammanlagt 691 deltagare, fann att en mindfullness-induktion, i jämförelse med en kontrollsituation, ledde till minskat prosocialt beteende. Den här effekten modererades av deltagarnas självuppfattning på så vis att personer med en mer självständig självuppfattning (som värderar individualism) blev mindre prosociala medan personer med en mer kollektivistisk självuppfattning (som värderar ömsesidigt beroende) blev mer prosociala. I västvärlden där en mer individualistisk självuppfattning dominerar skulle därmed meditation kunna ha potentiellt skadliga effekter. De nyare fynden om meditationens socialt problematiska effekter innebär också att det kan vara kontraindikerat att använda meditation som ett verktyg för att hantera konflikter eller relationella problem och allt fler experter avråder från det; enligt Andrew Hafenbrack, en av författarna till studien, “If we 'artificially' reduce our guilt by meditating it away, we may end up with worse relationships, or even fewer relationships”. Denna effekt är även omnämnd inom den contemplativa traditionen, men föga känd utanför, och går under namnet Spiritual Bypass. Fynden är även i linje med metanalyser som visar på en begränsad effekt av meditation när det gäller att öka olika prosociala beteenden (t.ex. empati, medlidande).
Svåra upplevelser under meditation refereras redan i traditionella källor; och vissa av dessa kan anses vara en förväntad del av processen, t.ex. de sju reningsstadierna som omnämns i Theravāda Buddhism. Ett antal ”ohälsosamma och skrämmande syner” omnämns även i en instruktionsmanual för vipassanā meditation. Klassiska källor har olika benämningar på denna ”meditationssjuka” och relaterade svårigheter, såsom zouhuorumo (走火入魔; "fire possession"), chanbing (禪病; "Chan disease") and mojing (魔境; "demonic states").